# 神鬼尖兵2
是一部2009年美國犯罪片，由·達菲執導和編劇。本片是1999年電影《神鬼尖兵》的續集。由西恩·派翠克·福納瑞、諾曼·李杜斯、茱莉·班茲、小克李夫頓·柯林斯和比利·康諾利與部分前集演員主演。故事敘述前集事件的八年後，愛爾蘭裔美國雙胞胎麥克曼奴兄弟與他們的父親在愛爾蘭過著平靜的生活。然而，兄弟倆因一件牧師謀殺案而重持槍械回到美國波士頓，並與FBI特工史麥克的前徒弟尤妮絲和一些老友共事調查。
電影2009年10月19日在波士頓首映，10月30日才在美國各地區的戲院上映。

## 劇情
麥克曼奴兄弟康納和墨菲同父親「公爵」挪亞公然在法庭上處死亞卡維塔家族的喬伊老大後，三人於都市消聲匿跡，並定居於愛爾蘭過著安定的生活。八年後，兄弟倆的牧師叔叔希波爾到愛爾蘭通知他們一個神秘的刺客利用兄弟倆慣用的手法來對待被他殺死的牧師，外界稱他們為「處刑人」。這件事很快地鬧開，有些民眾認為是麥克曼奴兄弟做的，但也有人覺得不是他們。康納和墨菲二話不說，馬上修了頭髮和洗澡，並將槍支和舊裝備拿出，隨即前往美國波士頓。
兩人搭上了一艘前往波士頓的貨船，兄弟倆在船上遇見了一位身手不錯的鬥士羅密歐。羅密歐在船上的賭注對決中獲勝，後來兄弟倆幫助他解了圍；羅密歐正想拿酒和他們分享時意外發現了他們的硬幣（兄弟倆會在殺完人後在死者雙眼蓋上硬幣），並請求康納和墨菲讓自己加入處刑人的行列，在經過一番說服後才答應讓羅密歐成為了新夥伴。羅密歐推斷是喬伊老大的兒子、現任亞卡維塔家族當家肯修瑟·亞卡維塔去雇用殺手殺牧師，藉此來引出兩位處刑人。另一方面，剛從獄中釋放的肯修瑟·亞卡維塔聚集各幹部正打算除掉處刑人們。
波士頓警局的偵探葛利、達菲、多利在牧師謀殺案的現場調查，FBI特工保羅·史麥克的前徒弟尤妮絲·布魯姆前來擔任本案的負責人。尤妮絲經過調查，推斷對牧師下手的人並不是處刑人而是另有刺客，兇手似乎是個矮個子。
康納、墨菲和羅密歐到達波士頓後，伏擊了一間亞卡維塔藏海洛因的中國倉庫。雖然沒照康納心中計劃的那樣帥氣的突襲，但還是很快地殺光對方。之後康納和墨菲帶著羅密歐到愛爾蘭酒館老闆多克團聚，並在那作為暫時的住所，他們得知刺客是一個獨自行動的人和亞卡維塔藏匿於保誠大廈中。後來，當尤妮絲四人到達倉庫的犯罪現場時，尤妮絲得知處刑人已經回來了。尤妮絲之後獨自道按摩店襲擊了一位無亞卡維塔血緣的幹部。
兄弟倆和羅密歐之後捉了那位無亞卡維塔血緣的幹部，潛進了的亞卡維塔黑幫聚餐的一間酒吧，在那裡殺了那群黑幫、將幹部放走（幹部也因此發誓要洗心革面）。當刺客潘薩試圖偷襲三人時，尤妮絲現身為他們解危，潘薩因此中彈逃走。尤妮絲介紹了自己，表明自己是史麥克推薦來站在處刑人這邊的，後來三人處理了現場，讓這看起來只是黑幫們互相殘殺。之後，尤妮絲向其他警察和上層這樣推理，來掩蓋兄弟倆和羅密歐的行跡。在愛爾蘭酒館，尤妮絲、葛利、達菲和多利與康納、墨菲和羅密歐一同討論下一步的計劃。
在保誠大廈，肯修瑟·亞卡維塔正和其他手下幹部們宣示他們即將崛起統治一切。兄弟倆正計劃用清潔大樓玻璃的升降台闖入，而羅密歐則偽裝成客房服務人員打算從前門突襲，羅密歐綁了一位叫洛伊的處刑人粉絲要他幫自己想一個突襲的台詞。麥克曼奴兄弟在搭乘升降台時，康納打算利用克林·伊斯威特電影的《勇闖雷霆峰》中橋段來突襲，但突然發現升降台壞掉後，改用繩索垂吊、破窗而入伏擊肯修瑟等人；在對方還來不及反應時，麥克曼奴兄弟和羅密歐很快地殺光所有人，除了躲在防彈間的吉米（肯修瑟的副手）。後來，尤妮絲、葛利、達菲和多利到現場調查，並反駁了接管案子的康思勒特工的說法；尤妮絲從吉米口中得知了其實潘薩是由亞卡維塔的幕後推手「老頭」（又稱「羅馬人」）派來的。後來在酒館，葛利前來和麥克曼奴兄弟一同慶祝他們的勝利，而尾隨葛利的潘薩開槍射殺了他，並挾持著老闆多克，使憤怒的兄弟倆放下了槍。這時，兄弟倆的父親挪亞現身打傷了潘薩的手，並以「俄羅斯輪盤」的方式用左輪手槍相互輪替開槍；挪亞試圖問出「老頭」的下落，但對方一直拒絕回答，最後潘薩遭挪亞開槍射殺。
挪亞回億到1958年的紐約，還是個青少年的他目睹了自己皮革工匠的父親遭三名惡徒活活打死，之後便在心中留下了陰影。充斥著憤怒和復仇想法的他和好友路易一同殺死了流氓。但挪亞似乎失去了人性似地還不滿意，接連殺死了社會上的暴徒們。挪亞負責動手，路易負責計劃。直到1975年，路易報警設計挪亞被捕，挪亞因此被判了25徒刑。而那位亞卡維塔的幕後推手「老頭」就是路易。
尤妮絲非法獲取關於路易的位置的文件，並給了挪亞，而她自己的行為則被康思勒發現。康納、墨菲和羅密歐到達了他在野外的豪宅，附近還埋伏了許多敵人。挪亞面對面質問路易為何要出賣他，路易透露，他利用諾亞消除其他黑手黨的競爭，但在挪亞被警方捉捕後自己卻不再有用處，後來他幫助將近毀滅的亞卡維塔達到爬到現今的地位，並接著引出處刑人來除掉其他黑幫以便路易能掌握一切。路易發出信號讓埋伏槍手現身，挪亞拿出自己的六支槍應戰，而康納、墨菲和羅密歐也一同和對方展開激烈槍戰。當敵方全數死亡後，挪亞受了致命傷，他要兩個兒子扶他到路易旁開槍殺了對方。之後，康思勒帶警方抵達現場並逮捕了負傷的康納、墨菲和羅密歐。
尤妮絲會見希波爾安排帶她到一個安全的地方逃離FBI的起訴。她驚覺，原來保羅·史麥克並沒死，他偽造了自己的死亡且這幾年來一直和希波爾組織協助處刑人的網路。史麥克向尤妮絲表示他將要把處刑人救出監獄。
處刑人進了監獄後，大批民眾在外示威要還他們自由，羅密歐在病床上還未醒來，康納和墨菲就先醒來盯著窗外那些虎視眈眈的囚犯，而他們正等待被釋放的一天。

## 演員
| 演員                                    | 角色                                                                   | 備註 |
| 西恩·派翠克·福納瑞 Sean Patrick Flanery | 康納·麥克曼奴 Connor MacManus                                          | 麥克曼奴兄弟之一。左手有著「Veritas」（在拉丁語中代表「真相」）的刺青。八年後，背部多了耶穌的上半身紋身。            |
| 諾曼·李杜斯 Norman Reedus               | 墨菲·麥克曼奴 Murphy MacManus                                          | 麥克曼奴兄弟之一。左手有著「Aequitas」（在拉丁語中代表「正義」或「平等」）的刺青。八年後，背部多了耶穌的下半身紋身。 |
| 小克李夫頓·柯林斯 Clifton Collins Jr.   | 羅密歐 Romeo                                                           | 墨西哥鬥士，麥克曼奴兄弟的新搭檔。                                                                                   |
| 比利·康諾利 Billy Connolly              | 挪亞·麥克曼奴／杜奇壹號／「公爵」 Noah MacManus／Il Duce／「The Duke」 | 康納和墨菲的父親。犯人編號6570534，刑期為25年至終生監禁。                                                            |
| 茱莉·班茲 Julie Benz                    | 尤妮絲·布魯姆 Eunice Bloom                                             | FBI特工，被分配調查麥克曼奴兄弟和牧師謀殺案。保羅·史麥克的前徒弟。                                                   |
| 巴布·馬利 Bob Marley                    | 偵探葛利 Detective Greenly                                             | 波士頓警局偵探，麥克曼奴兄弟的祕密盟友，對尤妮絲反感的半吊子偵探。                                                   |
| 大衛·費里 David Ferry                   | 偵探多利 Detective Dolly                                               | 波士頓警局偵探，偵探達菲的搭檔，麥克曼奴兄弟的祕密盟友。                                                             |
| 布萊恩·馬奧尼 Brian Mahoney             | 偵探達菲 Detective Duffy                                               | 波士頓警局偵探，偵探多利的搭檔，麥克曼奴兄弟的祕密盟友。                                                             |
| 裘德·尼爾森 Judd Nelson                 | 肯修瑟·亞卡維塔 Concezio Yakavetta                                     | 唐·金賽皮·亞卡維塔的兒子，現任亞卡維塔家族老大。                                                                     |
| 丹尼爾·德桑托 Daniel DeSanto            | 奧提托·潘薩／「刺客」 Ottilio Panza／「The Assassin」                  | 由肯修瑟雇用來殺牧師的矮個子殺手。                                                                                   |
| 彼得·芳達 Peter Fonda                   | 路易／「羅馬人」／「老頭」 Louie／「The Roman」／「The Old Man」       | 亞卡維塔家族幕後掌權人，1975年時設計挪亞進監獄的朋友。                                                               |
| 保羅·約翰遜 Paul Johansson              | 康思勒 Kuntsler                                                        | FBI特工，暫時接管尤妮絲的謀殺案的負責人。                                                                            |
| 傑拉德·帕克斯 Gerard Parkes             | 多克 Doc                                                               | 愛爾蘭酒吧的口吃老闆和麥克曼奴兄弟的朋友。                                                                           |
| 大衛·德拉·洛克 David Della Rocco        | 大衛·德拉·洛克／「滑稽小子」 David Della Rocco／「The Funny Man」      | 僅倒敘和夢中登場。曾亞卡維塔家族一員，和麥克曼奴兄弟為好友，但於前集遭殺害。                                         |
| 威廉·達佛 Willem Dafoe                  | 保羅·史麥克 Paul Smecker                                               | FBI特工，擁有優秀推理能力但精神狀況不穩定的同性戀男子，尤妮絲的前輩。                                                |

## 發行

### 評價
於爛番茄基於44位專業影評人持有23％的新鮮度，平均得分4.1／10；該網站共識：「這續集讓《神鬼尖兵》的崇拜者得到了更多的：非原創性、荒謬、暴力、誇張、偶爾有些小家子氣」，比起上一部的20％要好上一些，但觀眾卻給予了58％的分數（不如前集的91％）。在Metacritic上根據114條評論，得分24（滿分100），評價好壞參雜。

### 票房
本片正常在各大戲院推出，因此票房總計1027萬3188美元。

## 家庭媒體
於2010年3月9日，發行了單碟DVD和雙碟特別版DVD與藍光碟，包括刪除場景、音頻解說和幕後花絮。於2013年7月16日，發行了導演剪輯版，為百思買獨家販售。

## 續集
導演特洛伊·達菲證實了第三部電影的計劃，電視劇也有望推出。雖然一直有傳聞指出似乎不會有第三集，但直到2013年7月16日，達菲在接受記者採訪時透露，第三集正處於劇本階段。

## 外部連結
- 官方网站
- 互联网电影数据库（IMDb）上《神鬼尖兵2》的资料（英文）
- AllMovie上《神鬼尖兵2》的资料（英文）
- Box Office Mojo上《神鬼尖兵2》的資料（英文）
- 爛番茄上《神鬼尖兵2》的資料（英文）
- Metacritic上《神鬼尖兵2》的資料（英文）
- The Boondock Saints II: All Saints Day comic book at the 12 Gauge Comics site